# Petr Kozák
Petr Kozák (* 13. březen 1965 Praha) je bývalý československý reprezentant v orientačním běhu. Stal se zároveň s Janou Cieslarovou prvním československým mistrem světa v orientačním běhu na MS 1991 s centrem v Mariánských Lázních.

## Sportovní kariéra

### Umístění na MS
| Mariánské Lázně 1991 | 1. místo | 27. místo |          |
| West Point 1993      |          | 17. místo | 8. místo |

| Litva - Plavinas 1990 | 10. místo | - |

### Umístění na MČSR
| Umístění na Mistrovství Československa v orientačním běhu | Umístění na Mistrovství Československa v orientačním běhu | Umístění na Mistrovství Československa v orientačním běhu | Umístění na Mistrovství Československa v orientačním běhu | Umístění na Mistrovství Československa v orientačním běhu | Umístění na Mistrovství Československa v orientačním běhu | Umístění na Mistrovství Československa v orientačním běhu | Umístění na Mistrovství Československa v orientačním běhu |
| Ročník                                                    | Kategorie                                                 | Klasická trať                                             | Krátká trať                                               | Dlouhá trať                                               | Noční                                                     | Členství v klubu                                          |                                                           |
| --------------------------------------------------------- | --------------------------------------------------------- | --------------------------------------------------------- | --------------------------------------------------------- | --------------------------------------------------------- | --------------------------------------------------------- | --------------------------------------------------------- | --------------------------------------------------------- |
| MČSR 1980                                                 | H15 - mladší dorostenci                                   | 19. místo                                                 |                                                           |                                                           |                                                           | Tempo Praha                                               |                                                           |
| MČSR 1981                                                 | H15 - mladší dorostenci                                   | 12. místo                                                 |                                                           |                                                           | 8. místo                                                  | Tempo Praha                                               |                                                           |
| MČSR 1982                                                 | H17 - starší dorostenci                                   | 3. místo                                                  |                                                           |                                                           |                                                           | Tempo Praha                                               |                                                           |
| MČSR 1983                                                 | H17 - starší dorostenci                                   | 3. místo                                                  |                                                           | 1. místo                                                  |                                                           | Tempo Praha                                               |                                                           |
| MČSR 1984                                                 | H19 - junioři                                             | 7. místo                                                  |                                                           |                                                           |                                                           | USK Praha                                                 |                                                           |
| MČSR 1986                                                 | H21 - muži                                                | 16. místo                                                 |                                                           |                                                           |                                                           | USK Praha                                                 |                                                           |
| MČSR 1987                                                 | H21 - muži                                                | 4. místo                                                  |                                                           | 16. místo                                                 |                                                           | USK Praha                                                 |                                                           |
| MČSR 1988                                                 | H21 - muži                                                | 21. místo                                                 |                                                           | disk                                                      |                                                           | USK Praha                                                 |                                                           |
| MČSR 1989                                                 | H21 - muži                                                | 8. místo                                                  |                                                           |                                                           |                                                           | USK Praha                                                 |                                                           |
| MČSR 1990                                                 | H19 (21) - muži                                           |                                                           | 30. místo                                                 |                                                           |                                                           | USK Praha                                                 |                                                           |
| MČSR 1990                                                 | H21 - muži                                                | 10. místo                                                 |                                                           | 14. místo                                                 |                                                           | USK Praha                                                 |                                                           |
| MČSR 1991                                                 | H19 (21) - muži                                           |                                                           | 3. místo                                                  |                                                           |                                                           | Dukla Praha                                               |                                                           |
| MČSR 1991                                                 | H21 - muži                                                | 2. místo                                                  |                                                           |                                                           |                                                           | Dukla Praha                                               |                                                           |
| MČSR 1991                                                 | H21 - muži                                                |                                                           |                                                           | 5. místo                                                  |                                                           | USK Praha                                                 |                                                           |
| MČSR 1992                                                 | H19 (21) - muži                                           |                                                           | 2. místo                                                  |                                                           |                                                           | USK Praha                                                 |                                                           |
| MČSR 1992                                                 | H21 - muži                                                | 13. místo                                                 |                                                           |                                                           |                                                           | USK Praha                                                 |                                                           |

### Umístění na MČR
| Mistrovství České republiky v orientačním běhu | Mistrovství České republiky v orientačním běhu | Mistrovství České republiky v orientačním běhu | Mistrovství České republiky v orientačním běhu | Mistrovství České republiky v orientačním běhu | Mistrovství České republiky v orientačním běhu | Mistrovství České republiky v orientačním běhu | Mistrovství České republiky v orientačním běhu | Mistrovství České republiky v orientačním běhu |
| Ročník                                         | Kategorie                                      | Klasická trať                                  | Krátká trať                                    | Sprint                                         | Dlouhá trať                                    | Noční                                          | Ranking                                        | Členství v klubu                               |
| ---------------------------------------------- | ---------------------------------------------- | ---------------------------------------------- | ---------------------------------------------- | ---------------------------------------------- | ---------------------------------------------- | ---------------------------------------------- | ---------------------------------------------- | ---------------------------------------------- |
| MČR 1993                                       | H21 - muži                                     | 4. místo                                       |                                                |                                                |                                                |                                                |                                                | USK Praha                                      |
| MČR 1994                                       | H21 - muži                                     | 9. místo                                       |                                                |                                                |                                                |                                                |                                                | Dukla Liberec                                  |
| MČR 1995                                       | H21 - muži                                     | 21. místo                                      | 32. místo                                      |                                                |                                                |                                                |                                                | USK Praha                                      |
| MČR 1996                                       | H21 - muži                                     | 13. místo                                      | 9. místo                                       |                                                | 27. místo                                      |                                                |                                                | USK Praha                                      |
| MČR 1997                                       | H21 - muži                                     | 9. místo                                       |                                                |                                                |                                                |                                                |                                                | USK Praha                                      |
| MČR 1998                                       | H21 - muži                                     | 5. místo                                       |                                                |                                                | disk                                           |                                                |                                                | USK Praha                                      |
| MČR 1999                                       | H21 - muži                                     | 10. místo                                      | 7. místo                                       |                                                |                                                |                                                | 34. místo                                      | USK Praha                                      |
| MČR 2000                                       | H21 - muži                                     |                                                |                                                |                                                |                                                |                                                | 206. místo                                     | USK Praha                                      |
| MČR 2001                                       | H21 - muži                                     | 7. místo                                       |                                                |                                                |                                                |                                                | 39. místo                                      | USK Praha                                      |
| MČR 2002                                       | H21 - muži                                     | 90. místo                                      | 17. místo                                      |                                                | 23. místo                                      |                                                | 31. místo                                      | USK Praha                                      |
| MČR 2003                                       | H21 - muži                                     |                                                | 7. místo                                       |                                                |                                                |                                                | 64. místo                                      | USK Praha                                      |
| MČR 2004                                       | H21 - muži                                     | 21. místo                                      | 59. místo                                      | 26. místo                                      |                                                |                                                | 36. místo                                      | USK Praha                                      |
| MČR 2005                                       | H21 - muži                                     | 33. místo                                      |                                                | 25. místo                                      |                                                |                                                | 33. místo                                      | USK Praha                                      |
| MČR 2006                                       | H21 - muži                                     | 58. místo                                      | 44. místo                                      |                                                |                                                |                                                | 58. místo                                      | USK Praha                                      |
| MČR 2007                                       | H21 - muži                                     |                                                |                                                |                                                |                                                |                                                | 771. místo                                     | OK Kamenice                                    |
| MČR 2008                                       | H21 - muži                                     | 28. místo                                      |                                                | 49. místo                                      |                                                |                                                | 49. místo                                      | OK Kamenice                                    |
| MČR 2009                                       | H21 - muži                                     | 21. místo                                      | 39. místo                                      | 44. místo                                      |                                                |                                                | 45. místo                                      | OK Kamenice                                    |
| MČR 2010                                       | H21 - muži                                     |                                                | 37. místo                                      |                                                |                                                |                                                | 74. místo                                      | OK Kamenice                                    |
| MČR 2011                                       | H21 - muži                                     | 27. místo                                      | 57. místo                                      |                                                |                                                |                                                | 65. místo                                      | OK Kamenice                                    |
| MČR 2012                                       | H21 - muži                                     |                                                | 77. místo                                      | 53. místo                                      |                                                |                                                | 87. místo                                      | OK Kamenice                                    |
| MČR 2013                                       | H21 - muži                                     |                                                | 77. místo                                      |                                                |                                                |                                                | 121. místo                                     | OK Kamenice                                    |
| MČR 2014                                       | H21 - muži                                     |                                                | 106. místo                                     |                                                |                                                |                                                | 228. místo                                     | OK Kamenice                                    |
| MČR 2015                                       | H21 - muži                                     |                                                | 124. místo                                     |                                                |                                                |                                                | 102. místo                                     | OK Kamenice                                    |
| MČR 2016                                       | H21 - muži                                     |                                                | 94. místo                                      |                                                |                                                |                                                | 88. místo                                      | OK Kamenice                                    |
| MČR 2017                                       | H21 - muži                                     | 61. místo                                      | 48. místo                                      |                                                |                                                |                                                | 132. místo                                     | OK Kamenice                                    |